# Trófimo de Arlés
San Trófimo de Arlés (Italia?, siglo III - Arlés, Provenza, ca. 252) fue el primer obispo de Arlés, venerado como santo por diversas confesiones cristianas.

## Vida
Casi no hay datos sobre la vida de Trófimo. Parece que era uno de los Apóstoles de las Galias enviados por el papa Fabián I hacia 250 para cristianizar la Galia, en el consulado de Decio y Vetio Grato. En una carta que el papa Zósimo escribe a un obispo galo, hace referencia a este hecho y que Trófimo fue enviado a Arlés. También una carta de Cipriano de Cartago a Antonino de Numidia, de los años 250-254, cita la participación de un obispo Trófimo en algunos hechos de la persecución de Decio, hacia 252. 
Posiblemente, el obispo citado será el Trófimo de Arle real, al que se añadió la leyenda posterior de un legendario Trófimo del siglo I.
La Iglesia de San Trófimo de Arlés, edificio románico del siglo XII edificado sobre una cripta del siglo III es uno de los edificios más influyentes del románico provenzal.

## Leyenda de San Trófimo en elsigloI
A partir del siglo V se desarrolla una leyenda apócrifa que hace a Trófimo discípulo de Pablo de Tarso, enviado a la Galia por San Pedro. A pesar de que la leyenda pasó al Martirologio romano es inverosímil y no tiene ningún fundamento histórico.

## Enlaces externos

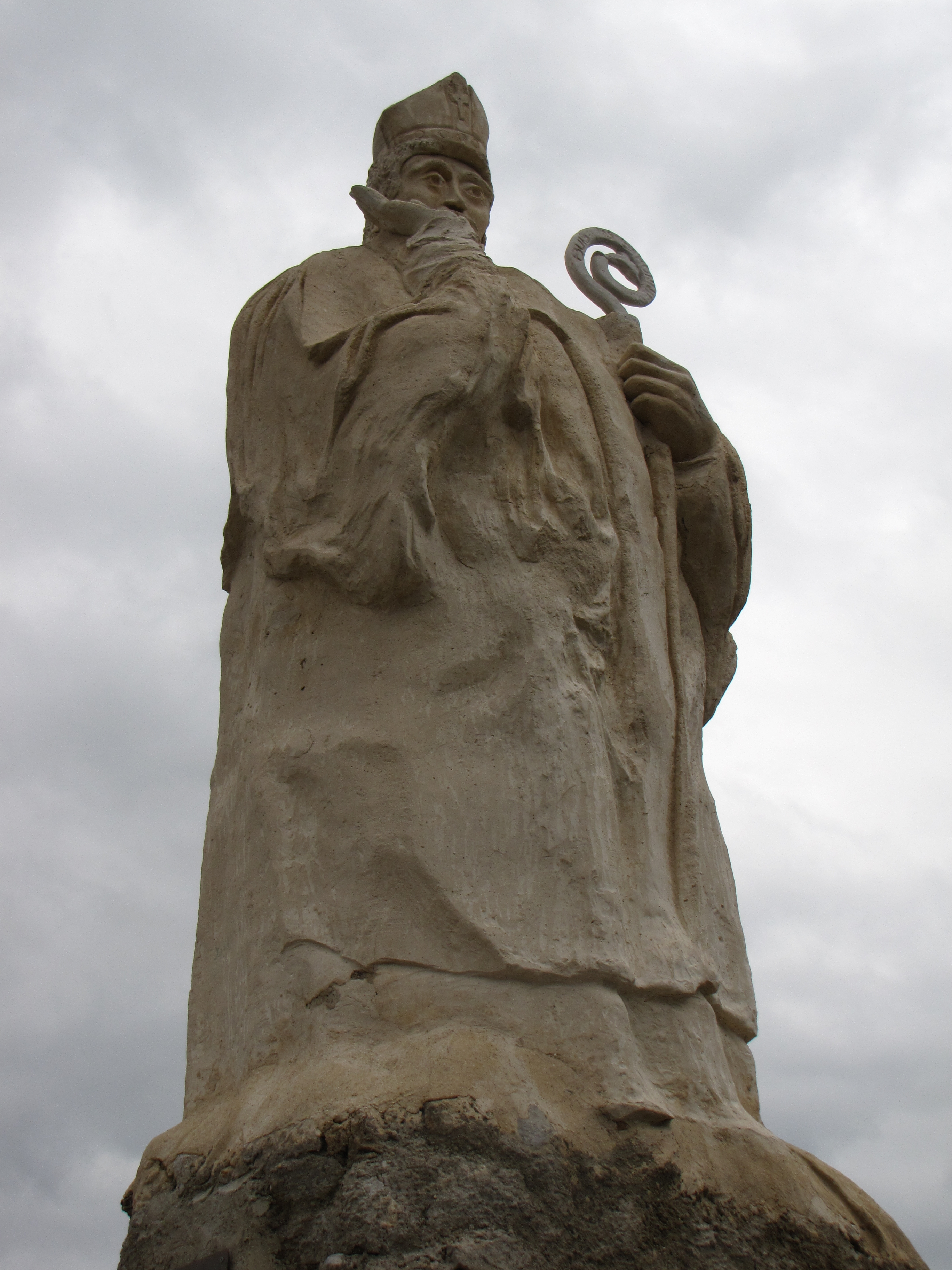
Estatua a la Chapelle de Saint-Trophime (Buis-les-Baronnies)
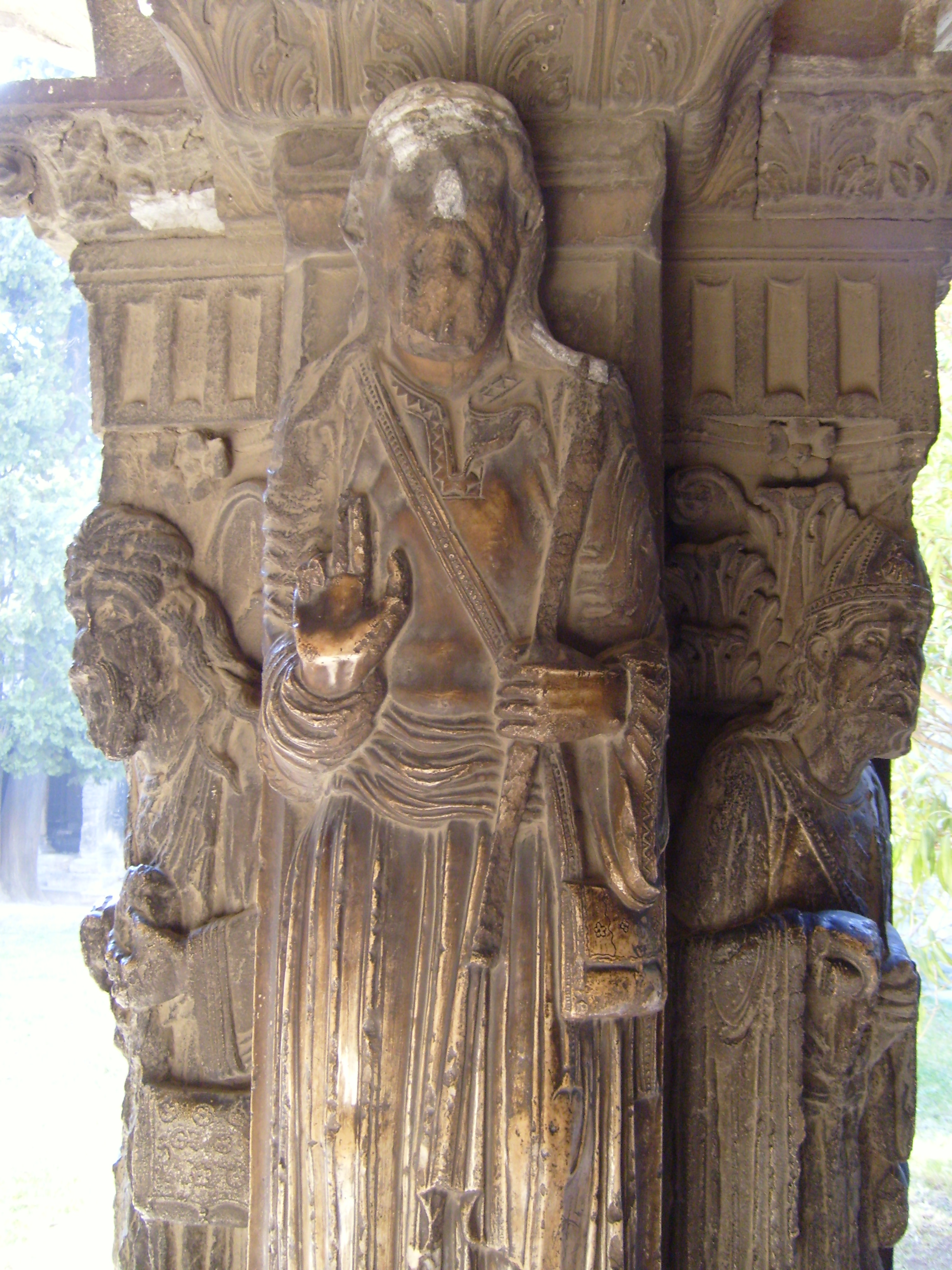
Imagen del s. XII en el claustro de S. Trófimo de Arlés
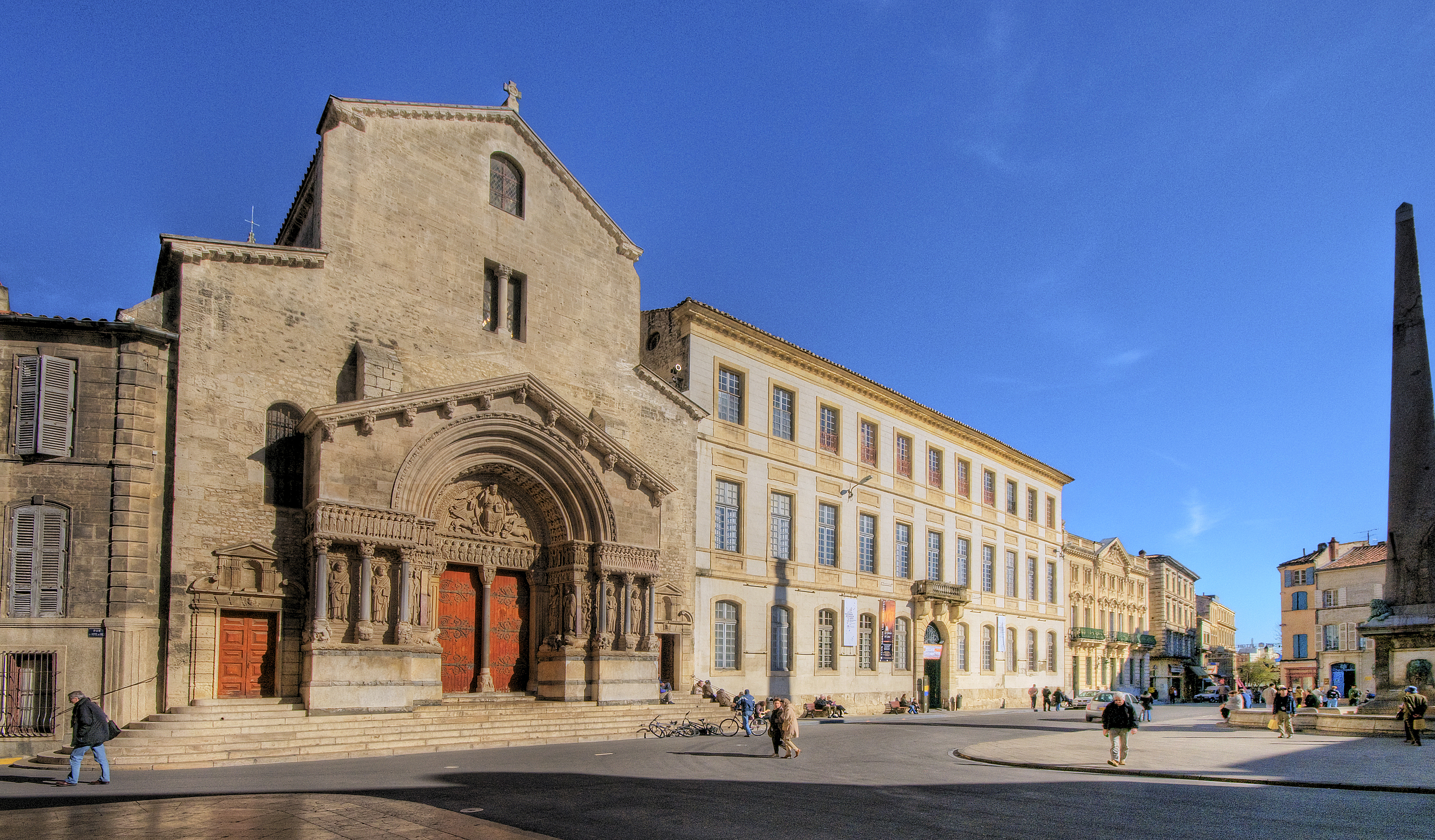
Catedral de S. Trófimo (Arle)
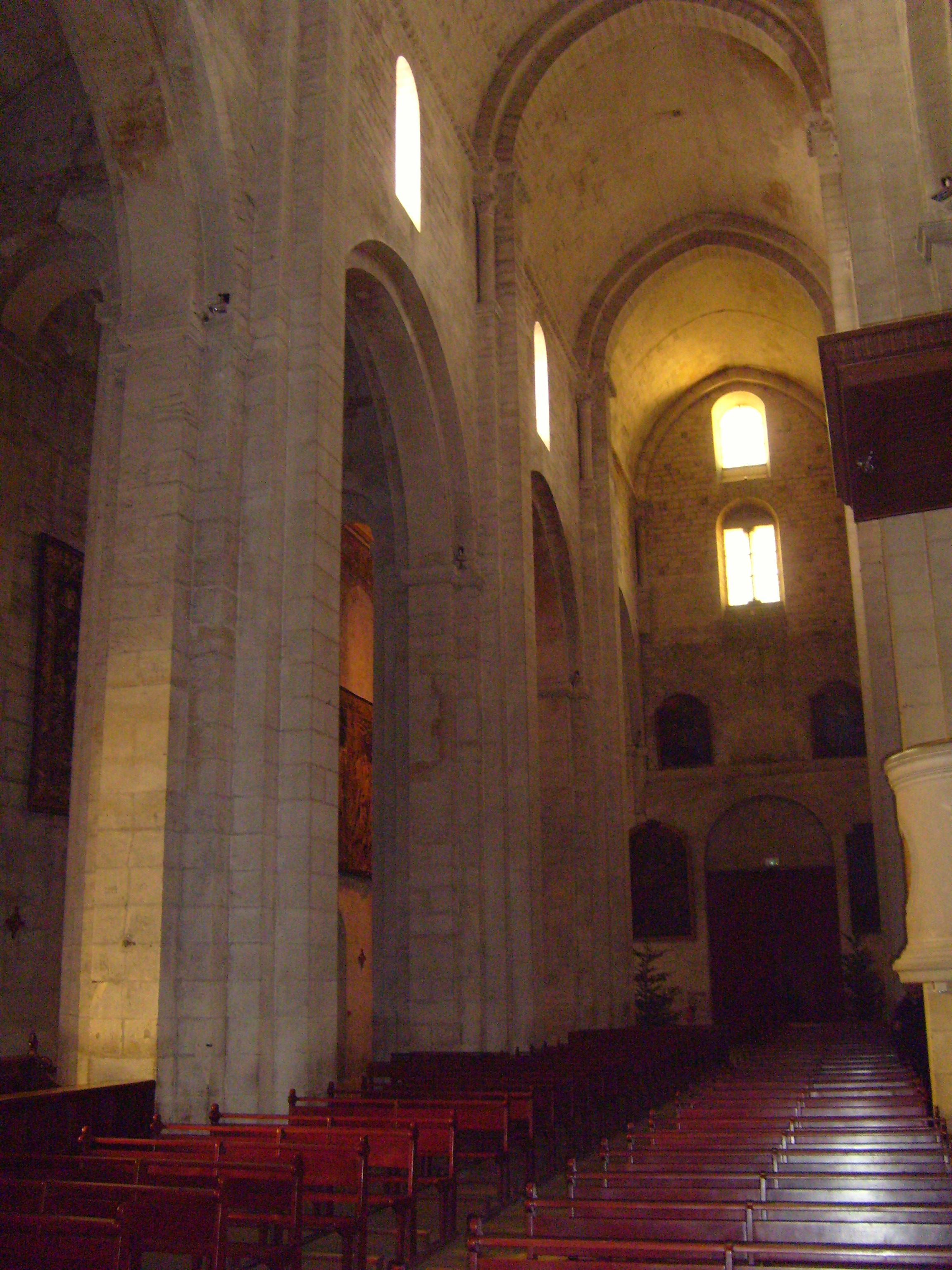
Interior de San Trófimo